# Federico Di Francesco
Federico Di Francesco (Pisa, 14 juni 1994) is een Italiaans voetballer die doorgaans als aanvaller speelt. Hij verruilde Bologna in juli 2018 voor US Sassuolo.

## Clubcarrière
Di Francesco stroomde in 2013 door vanuit de jeugd van Pescara naar het eerste elftal. Vervolgens trok hij naar Parma, dat de aanvaller verhuurde aan AS Gubbio 1910, Parma en US Cremonese. In 2015 trok hij transfervrij naar SS Lanciano. Eén jaar later tekende Bologna. Op 28 augustus 2016 debuteerde Di Francesco voor zijn nieuwe club tegen Torino. Op 11 september 2016 maakte hij zijn eerste doelpunt in de Serie A, tegen Cagliari.

## Interlandcarrière
Di Francesco kwam uit voor diverse Italiaanse nationale jeugdelftallen. Op 2 september 2016 debuteerde hij voor Italië –21.

## Privé
Di Francesco is de zoon van voormalig profspeler en trainer Eusebio Di Francesco.